# Puodžiai (Kėdainiai)
Puodžiai é uma pequena vila da Lituânia na parte norte do distrito de Kedainiai, a 2 km ao norte de Šlapaberžė